# یامی جکسون
 یامی جکسون (انگلیسی: Jamea Jackson؛ زاده ۷ سپتامبر ۱۹۸۶) یک تنیس‌باز اهل ایالات متحده آمریکا است.